# Брэдфилд, Джеймс Дин
Джеймс Дин Брэдфилд (англ. James Dean Bradfield) — лидер-гитарист и вокалист знаменитой уэльской рок-группы Manic Street Preachers.

## Биография

### Карьера
Джеймс родился 21 февраля 1969 года в уэльском городе Понтипул (Великобритания). Посещал местную общеобразовательную школу Оэйкдэйл в городе Блэквуд, где годами над ним издевались одноклассники. Ввиду этого круг общения Джеймса состоял только из троих друзей: двоюродного брата Шона Мура, жившего в семье Джеймса практически с детства после развода его собственных родителей, и будущих членов группы, Ники Уайра и Ричи Джеймса Эдвардса. Брэдфилд получил имя в честь Джеймса Дина; первоначально отец хотел назвать сына Клинт Иствуд Брэдфилд, но супруга не одобрила эту идею.
Брэдфилд любил бег с препятствиями и был успешным участником соревнований в этом виде спорта. Однако позже его любовь к популярной панк-рок-группе The Clash затмила спортивное увлечение. Именно тогда он начал мечтать о том, чтобы «быть как Наполеон», и решил, что хочет стать рок-звездой. Игре на гитаре он обучался по транскрипциям альбома Appetite For Destruction группы Guns N' Roses. Вскоре по субботам он начал «давать концерты» на улицах Кардиффа, болтаясь с гитарой, где предположительно он и нашёл имя для группы, услышанное от старого бродяги, назвавшего его «маниакальный уличный проповедник». Вскоре и Ники Уайр стал присоединяться к субботним «выступлениям» своего друга перед прохожими — так было дано начало группе.
В группе Джеймс был музыкальным мозгом, Шона уговорили присоединиться в качестве барабанщика, басистом был Майлз Вудвард, а Ричи писал тексты для их песен. После нескольких названий группы (одним из самых интересных было Betty Blue, в честь фильма с таким же названием) не без участия Ричи группа получила имя Manic Street Preachers. Группа начинает играть множество концертов по всей стране, как правило, в непрестижных заведениях. Однажды, в период этой активной деятельности, Джеймс попал в тюрьму и не мог петь почти два месяца из-за потасовки в Макдоналдсе на двадцатый день рождения Ричи, где он пытался защитить его.
Как бы там ни было, они записывают на свои деньги диск Suicide Alley и, в конце концов, обращают на себя внимание менеджеров Филиппа и Мартина Холлов. Группа вскоре отправилась в Лондон, где какое-то время все четверо жили с Филиппом Холлом в его новом доме, который он только приобрел со своей женой, совершенно бесплатно, если не говорить об «оплате» хозяйственно-бытовыми услугами. Несмотря на то, что 45 тысяч фунтов, вложенных в группу, были значительной суммой для благосостояния Филиппа Холла, он не сдавал свой дом под залог, чтобы взять данную сумму, хотя на этот счет до сих пор существует несколько мнений. Группа довольно быстро стала культовой и, может быть, одновременно самой ненавидимой группой в Британии. На сцене Джеймс часто резал себя осколками разбитых им же бутылок.
«Маньяки» (The Manics), как часто их называют, приступили к записи первого альбома в начале 90-х, на котором все гитарные партии были записаны Джеймсом. Альбом Generation Terrorists (с хитами Motorcycle Emptiness и You Love Us) вышел в 1992 году. Почти сразу вслед за первым альбомом выходит второй альбом группы, Gold Against the Soul. Сделанный наспех и не очень качественно, составленный в основном из стадионных рок-гимнов, диск всё-таки был довольно успешным. В период работы над третьим, вызвавшим массу споров, альбомом The Holy Bible, у Джеймса начинаются проблемы с алкоголем, которые, возможно, усугубились после печально известного исчезновения его друга и члена группы Эдвардса.
Джеймс переезжает в Лондон, решая проблему с алкогольной зависимостью. Группа принимает решение продолжать без Эдвардса и записывает четвёртый альбом Everything Must Go, успех которого впервые делает их частью музыкального мейнстрима.
Пятый альбом группы, This Is My Truth Tell Me Yours, одновременно принёс группе всемирный успех и первый сингл № 1 If You Tolerate This Your Children Will Be Next и не был принят большинством их самых преданных поклонников, отвернувшихся от группы. Группа даёт обещание, что своим шестым альбомом Know Your Enemy, они возвращаются к панку, с которого когда-то начинали. Песни с альбома впервые были сыграны на Кубе на концерте, посещенном Фиделем Кастро (концерт позже был выпущен на DVD Louder Than War, получивший название после шутки Кастро, последовавшей за предположением Ники, что концерт мог быть и погромче). Однако, альбом провалился. Его не приняли ни бывшие преданные поклонники, ни поклонники периода EMG/TIMTTMY, и «Маньяки» отправляются в Уэльс, чтобы уединиться.
Бест группы, названный Forever Delayed, вышел в конце 2002 года и сопровождался международным туром. Сборник с одной добавленной новой песней There by the Grace of God не имел особенного успеха в чартах, но, несмотря на это, тур отыграли очень удачно. 2003/04 прошли в записи нового материала. Часть работы была проделана с продюсером Тони Висконти. В результате в октябре 2004 года группа представила новый сингл «The Love of Richard Nixon», который с легкостью взлетел на 2-е место в чартах. Несколько позже выходит седьмой альбом группы Lifeblood.
Брэдфилд также совместно работал с Томом Джонсом (альбом Reload), с Кайли Миноуг (альбом Impossible Princess), Патриком Джонсом (альбом Commemoration & Amnesia), и делал ремикс на песню Inertia Creeps для Massive Attack. В 2003 Брэдфилд содействовал в работе над музыкой для нового спектакля The War Is Dead Long Live The War, написанной Патриком Джонсом (брат Ники Уайра).

### Сольная карьера
В конце апреля 2006 песня с дебютного сингла Брэдфилда, озаглавленного That’s No Way To Tell A Lie, была представлена в шоу Дженис Лонг на BBC Radio 2. Это был первый сингл с альбома, вышедший 10 июля. Альбом, получивший имя The Great Western, был выпущен 24 июля 2006. Сингл стартовал с 18-го места в чарте Великобритании, а альбом — с 22-го. Позиции и того и другого считались успешными, учитывая полное отсутствие рекламы.
В поддержку альбома Брэдфилд отыграл серию из трех сольных концертов в мае 2006 в Манчестере, Глазго и Лондоне. Плей-лист, составленный из треков The Great Western, включал в себя и две композиции группы This Is Yesterday и Ocean Spray. Он также отыграл один дополнительный концерт в Лондоне в июне 2006 с таким же плей-листом, как и на других концертах, но с добавлением сверх того хита Manic Street Preachers — No Surface All Feeling. Долгий тур по Великобритании следовал в течение лета и окончился на V Festival 2006 года в конце августа. Брэдфилд приступил к туру по всей Великобритании, состоящего из 15 концертов в октябре. Второй сингл, An English Gentleman, попал в чарты Великобритании на 31-е место 1 октября 2006.

### Личная жизнь
Помолвка Брэдфилда длилась 2 года, но в 1993 отношения рухнули.
Мать Джеймса умерла от рака в 1999 году (песня Ocean Spray о её смерти).
В настоящее время он живёт в Лондоне, но также имеет дом в районе доков в Кардиффе.
Его отношения с Милен Халсалл были первой остановкой в этом смысле (ранее он часто говорил, «я всегда устаю от компании женщины довольно быстро»), и пара поженилась на тайной церемонии во Флоренции, в Италии 11 июля 2004.

### Прочее
- Джеймс поддерживает футбольный клуб «Ноттингем Форест» и команду по регби «Кардифф Блюз».
- Самая любимая его запись Summer Wind Фрэнка Синатры.
- Любимый альбом — London Calling группы The Clash.
- В списке его любимых фильмов Heat, La Haine, Elephant, The Apartment and Rumblefish.
- Любимые места — Вена, Брюссель, Токио и Уэльс.
- Он поклонник певицы Кайли Миноуг (Kylie Minogue) (написал и спродюсировал 2 трека на хорошо принятом критиками альбоме Кайли Impossible Princess (который потерпел коммерческий провал в Великобритании).
- У него две татуировки — изображение дельфина и цитата Кьеркегора — Anxiety is Freedom.

## Сольная дискография

### Альбомы
- The Great Western (24 июля 2006 года) — наивысшая позиция в хит-парадах #22.

### Синглы
- «That’s No Way To Tell A Lie» (10 июля 2006 года) — наивысшая позиция в хит-парадах #18
- «An English Gentleman» (25 сентября 2006 года) — наивысшая позиция в хит-парадах #31